# Charles Ephrussi

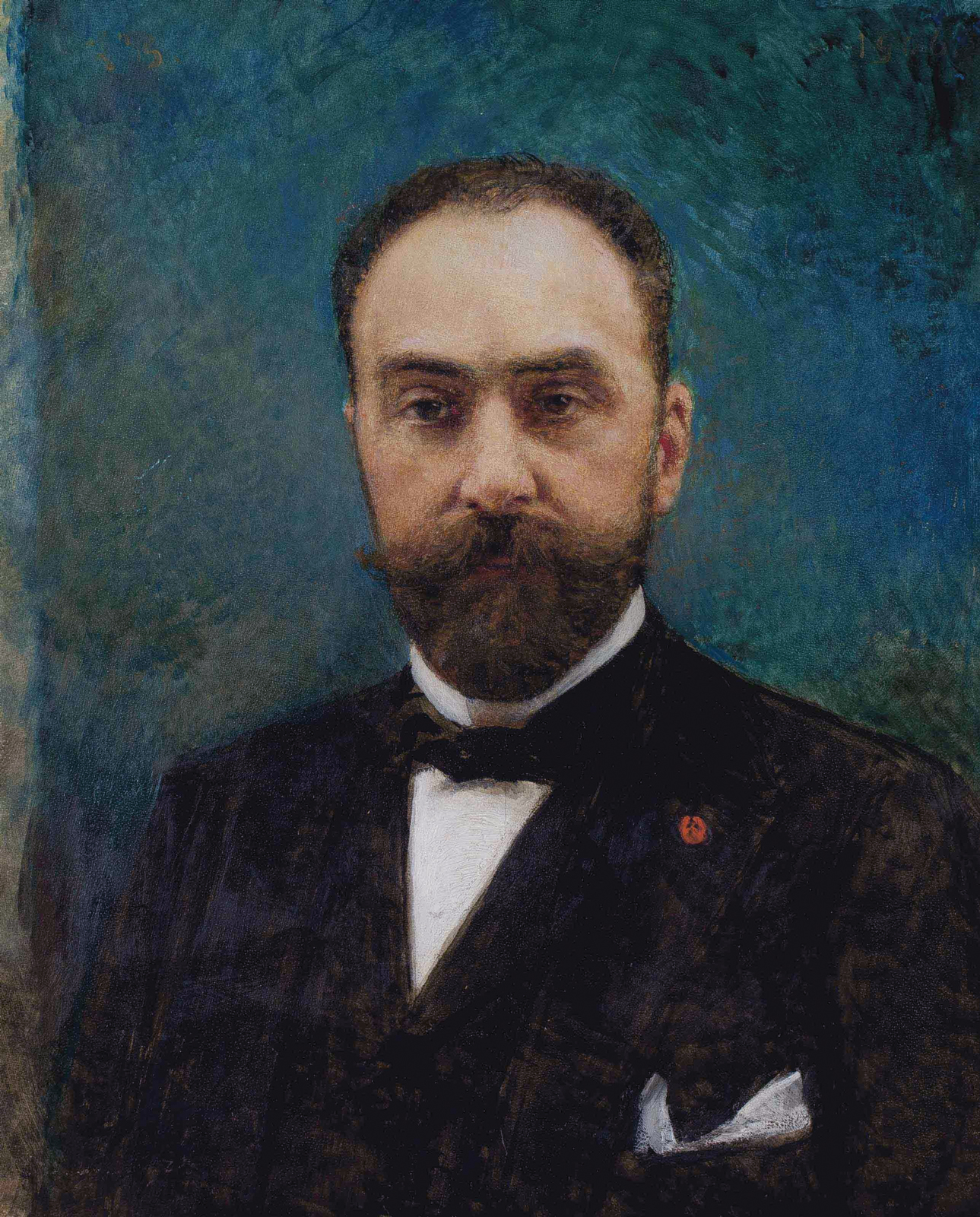
Leon Bonnat: Porträt Charles Ephrussi, 1906

Charles Ephrussi (auch Charles Éphrussi oder Karl Ephrussi, * 24. Dezember 1849 in Odessa; † 30. September 1905 in Paris) aus der Familie Ephrussi war ein Bankier, Kunsthistoriker und Herausgeber der angesehenen Kunstzeitschrift Gazette des Beaux-Arts. Zu seinen Veröffentlichungen gehören Arbeiten über Albrecht Dürer und Paul Baudry. Als Kunstsammler gehörte er zu den frühesten Förderern der Maler des französischen Impressionismus.

## Familie
Die Familie Ephrussi hatte sich als griechische Sepharden im damals russischen Odessa niedergelassen und war im 19. Jahrhundert im europäischen Handels- und Bankgeschäft tätig. Charles Joachim Ephrussi (1792–1864), der Großvater von Charles Ephrussi, legte mit erfolgreichem Getreidehandel den Grundstock für das Familienvermögen. Dessen ältester Sohn Leonid (auch Léon, um 1820–1877) begründete in Odessa das Bankhaus Leonid Ephrussi & Co, das bis 1882 bestand. Aus dessen Ehe mit Minna Landau (1824–1888) ging Charles Ephrussi als drittes von vier Kindern hervor. Die Familie übersiedelte 1871 nach Paris, wo die Brüder des Vaters, Michel (1845–1914) und Maurice Ephrussi (1849–1916), zusammen mit Jules Ephrussi (1846–1915), dem ältesten Bruder von Charles Ephrussi, das Bankhaus Ephrussi & Co. begründeten. Diese Bank war die Pariser Filiale des 1856 von Ignaz von Ephrussi, einem weiteren Bruder des Vaters, in Wien begründeten Bankhauses Ephrussi & Co. Eine weitere Bankfiliale bestand in London. Der französische Zweig der Familie unterhielt enge unternehmerische und freundschaftliche Beziehungen zu anderen vermögenden Bankiersfamilien wie den Reinachs und den Rothschilds. So heiratete die Tochter von Charles Ephrussis Schwester Betty (1852–1873), Fanny Thérèse Kann, den Althistoriker Théodore Reinach und der Onkel Maurice Ephrussi die Millionenerbin Béatrice de Rothschild. Der Rechtsgelehrte Carl Bernstein war ein Cousin und der Dramatiker Henri Bernstein der Sohn eines Cousins von Charles Ephrussi.

## Leben
Der in Odessa geborene Charles Ephrussi studierte zunächst in seiner Heimatstadt und anschließend in Wien, bevor er sich in Paris niederließ. Hier arbeitete er anfangs im Bankhaus der Familie. 1875 begann er seine Mitarbeit in der angesehenen Kunstzeitschrift Gazette des Beaux-Arts. Zunächst widmete er sich der Renaissance und veröffentlichte 1876 ein Werk über Jacopo de’ Barbari. Anschließend verfasste er mehrere Arbeiten über Albrecht Dürer. Zudem begann er eine umfangreiche Kunstsammlung aufzubauen, in der sich neben Kunst der Renaissance, des 18. Jahrhunderts, ostasiatischer Kunst und Kunsthandwerk auch Werke zeitgenössischer Maler befanden.
Charles Ephrussi verkehrte in den literarischen Salons der Prinzessin Mathilde, der Madeleine Lemaire und der Geneviève Halévy, der Ehefrau von Georges Bizet. Zusammen mit dem Kunstsammler Gustave Dreyfus, der Comtesse Greffulhe und Prinzessin Mathilde organisierte er Kunstausstellungen und Konzerte, bei denen beispielsweise Werke von Richard Wagner aufgeführt wurden.

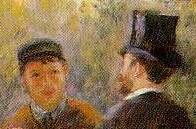
Jules Laforgue (links) und Charles Ephrussi (rechts) in Pierre-Auguste Renoir: Das Frühstück der Ruderer (Detail)

Unter dem Einfluss seiner Freunde, des Kunstkritikers Théodore Duret und des Sammlers Charles Deudon, wandte sich Ephrussi ab 1880 den französischen Malern des Impressionismus zu. Er veröffentlichte in der Gazette des Beaux-Arts wohlwollende Artikel über deren Werke und baute eine Sammlung mit ihren Bildern auf. Als Anekdote ist überliefert, dass Ephrussi beim Erwerb von Édouard Manets Spargelbündel statt der geforderten 800 Franc 1000 Franc zahlte und Manet daraufhin ein kleineres Bild mit einer einzelnen Spargelstange malte und es Ephrussi mit den Worten überreichte: „In ihrem Bund fehlte eine.“ Es folgten Arbeiten von Edgar Degas, Claude Monet, Alfred Sisley, Camille Pissarro, Pierre-Auguste Renoir und anderen Impressionisten, mit denen Ephrussi seine Wohnung in einem vornehmen Hôtel particulier in der Avenue d’Iéna Nr. 11 dekorierte. In dieser Zeit arbeitete der Dichter Jules Laforgue als Ephrussis Assistent. Er kam auf Empfehlung von Gustave Kahn und Paul Bourget zu Ephrussi und ist mit ihm gemeinsam auf Pierre-Auguste Renoirs bekanntem Gruppenbildnis Das Frühstück der Ruderer porträtiert. Ferner entstand später von Jean Patricot eine Zeichnung und von Louise Abbéma ein Pastellbild mit dem Porträt von Charles Ephrussi.
1882 besuchten Ephrussis Berliner Cousin Carl Bernstein und seine Frau Felicie Paris. Ephrussi beriet seine Verwandten in Kunstfragen und vermittelte ihnen den Kauf von Werken von Édouard Manet, Claude Monet, Alfred Sisley, Camille Pissarro und anderen Impressionisten. Dies waren die ersten Werke impressionistischer Malerei, die ins Deutsche Reich gelangten und maßgeblichen Einfluss auf die dortigen Künstler und andere Sammler hatten. Insbesondere Max Liebermann ließ sich von diesen Werken inspirieren und freundete sich später mit Charles Ephrussi an.
Ephrussi übernahm 1885 Anteile an der Gazette des Beaux Arts und schrieb weiterhin Artikel für das Blatt. Zudem veröffentlichte er 1887 eine Biografie über Paul Baudry. Ab 1894 fungierte Ephrussi als Herausgeber der Gazette des Beaux Arts. Unter seiner Leitung arbeiteten bedeutende Autoren wie Gustave Geffroy, Hippolyte Taine, Paul Bourget und Bernard Berenson. Im Jahr 1900 veröffentlichte Marcel Proust in der Gazette des Beaux Arts einen Artikel über John Ruskin. Proust nahm Ephrussi, neben Charles Haas, später als Vorbild für die Romanfigur des Charles Swann in Auf der Suche nach der verlorenen Zeit. Auch im historischen Familienroman von Edmund de Waal aus dem Jahr 2010, auf Deutsch 2011 erschienen unter dem Titel Der Hase mit den Bernsteinaugen. Das verborgene Erbe der Ephrussis, spielt Charles Ephrussi eine wichtige Rolle, denn er war es, der die 264 Netsuke erwarb und dann später seinem Wiener Cousin Victor Ephrussi weiterschenkte, um die die Recherchen des Autors kreisen.
Charles Ephrussi blieb zeitlebens unverheiratet und hinterließ keine Kinder. Er war seit 1882 Ritter und seit 1903 Offizier der französischen Ehrenlegion. Charles Ephrussi starb 1905 in Paris.

## Gemälde der ehemaligen Sammlung Charles Ephrussi

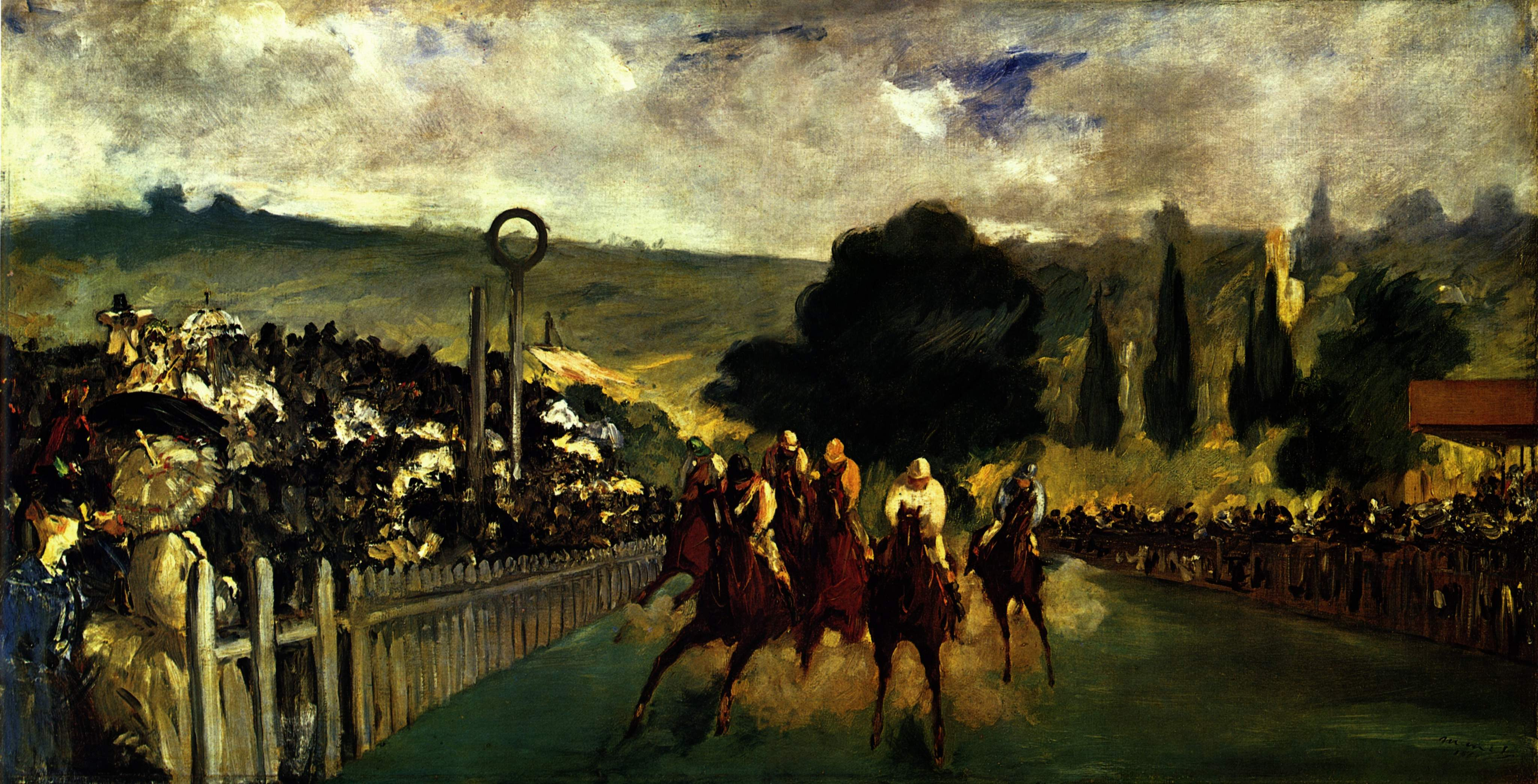
Édouard Manet: Rennen in Longchamp, 1864. Art Institute of Chicago
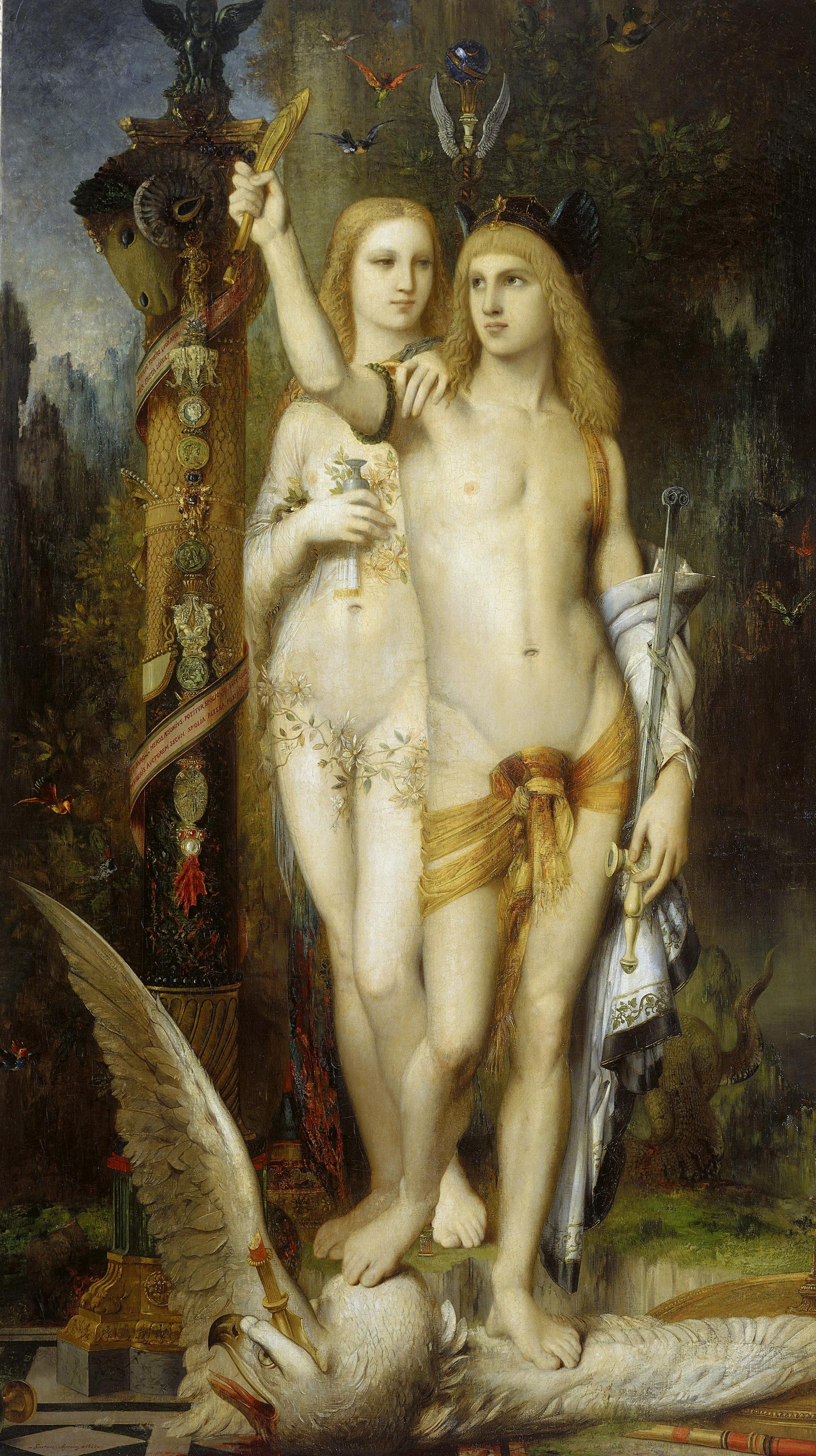
Gustave Moreau: Jason und Medea, etwa 1865. Musée d’Orsay, Paris
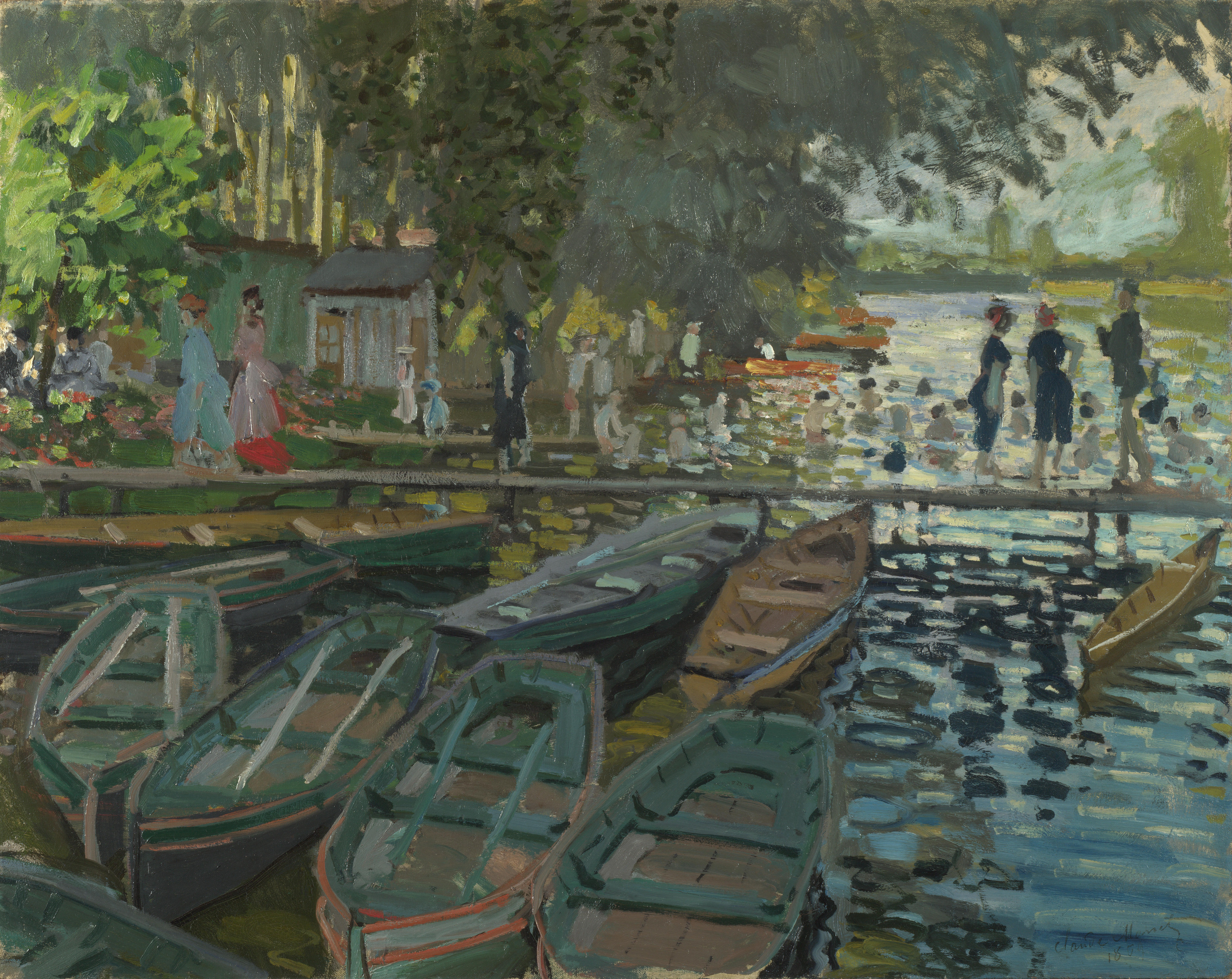
Claude Monet: Die Badenden von la Grenouillère, 1869. National Gallery, London
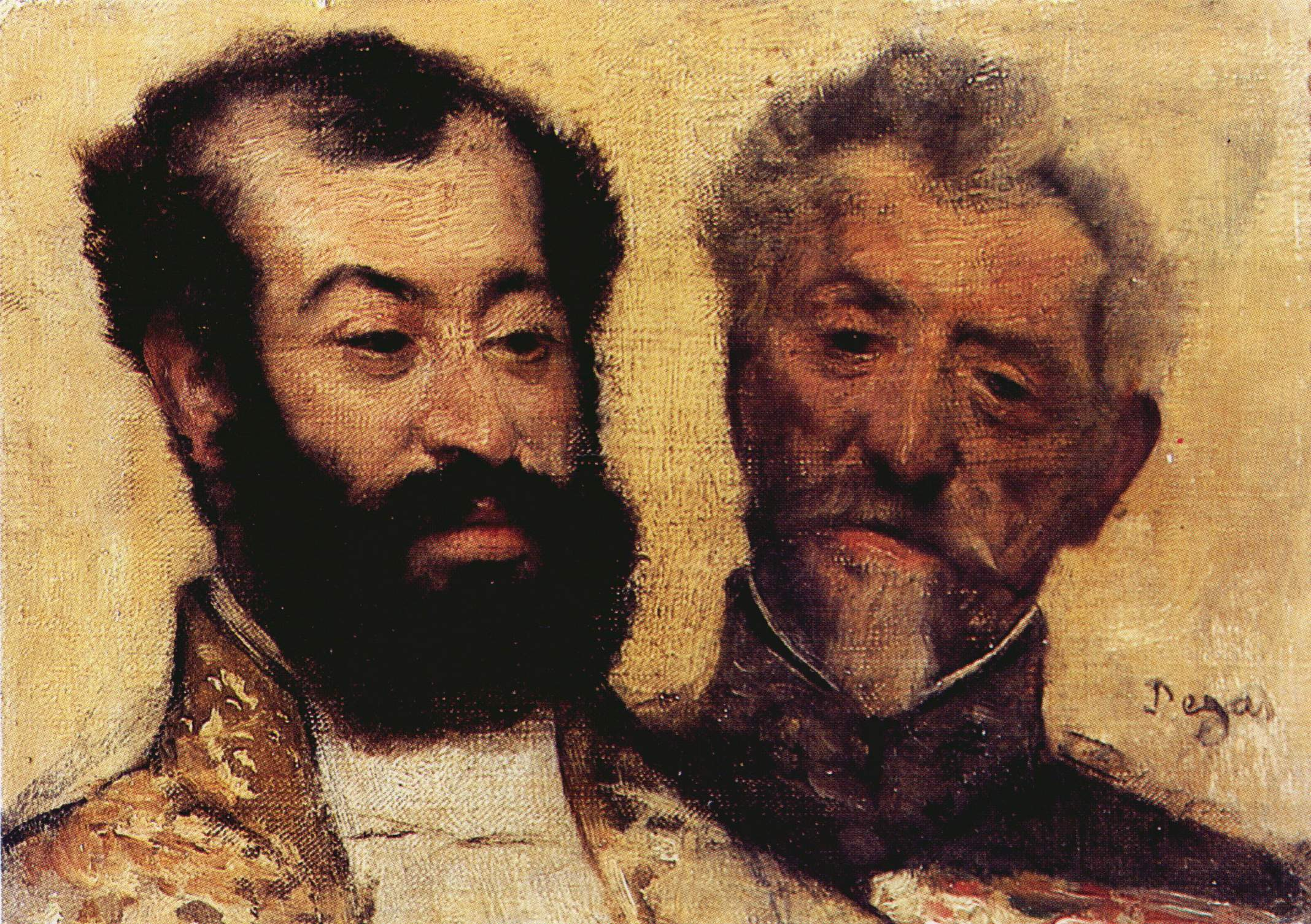
Edgar Degas: General Mellinet und der Großrabbiner Astruc, 1871. Ville de Géradmer
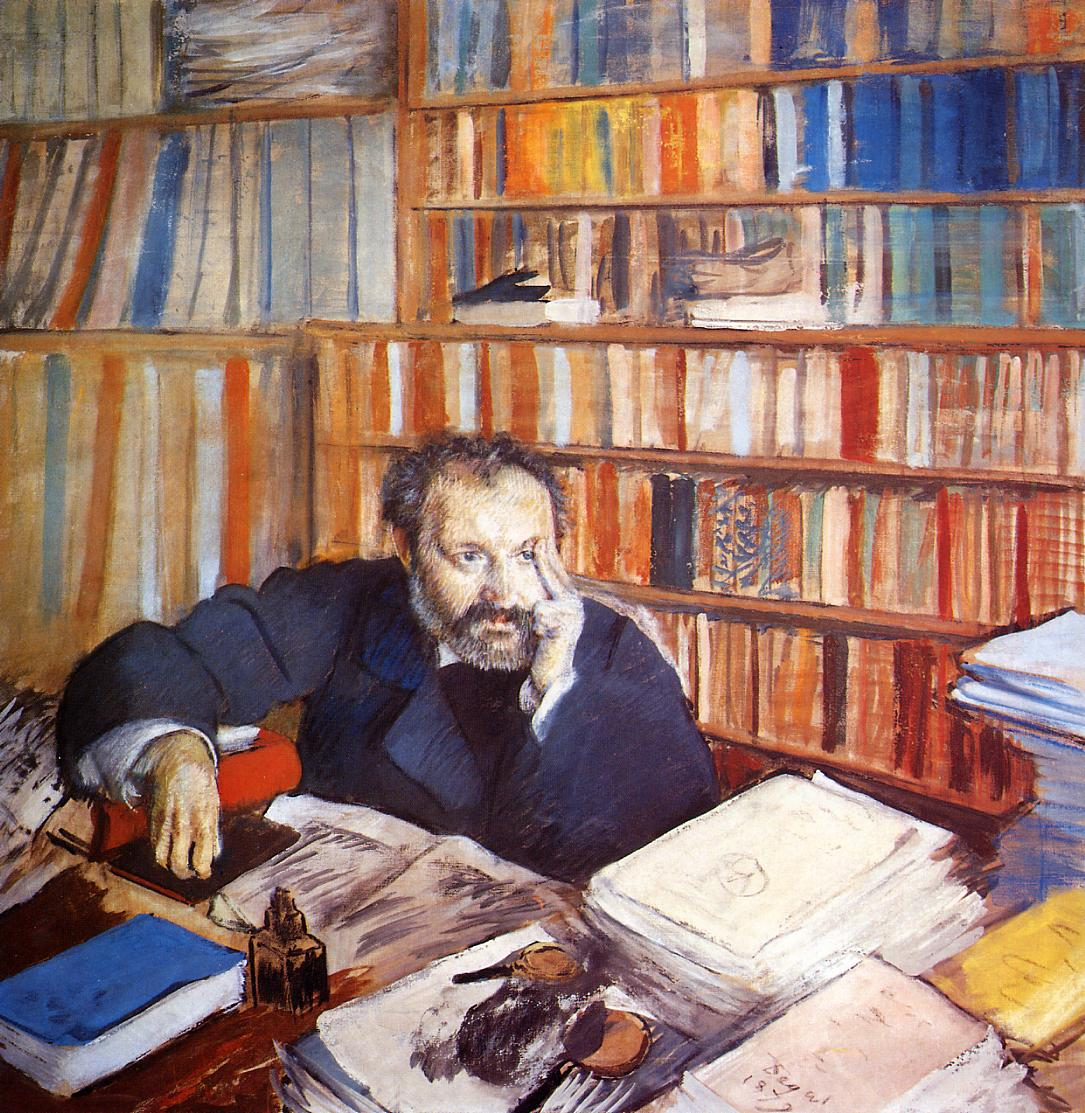
Edgar Degas: Edmond Duranty, 1879. Glasgow Art Gallery and Museum
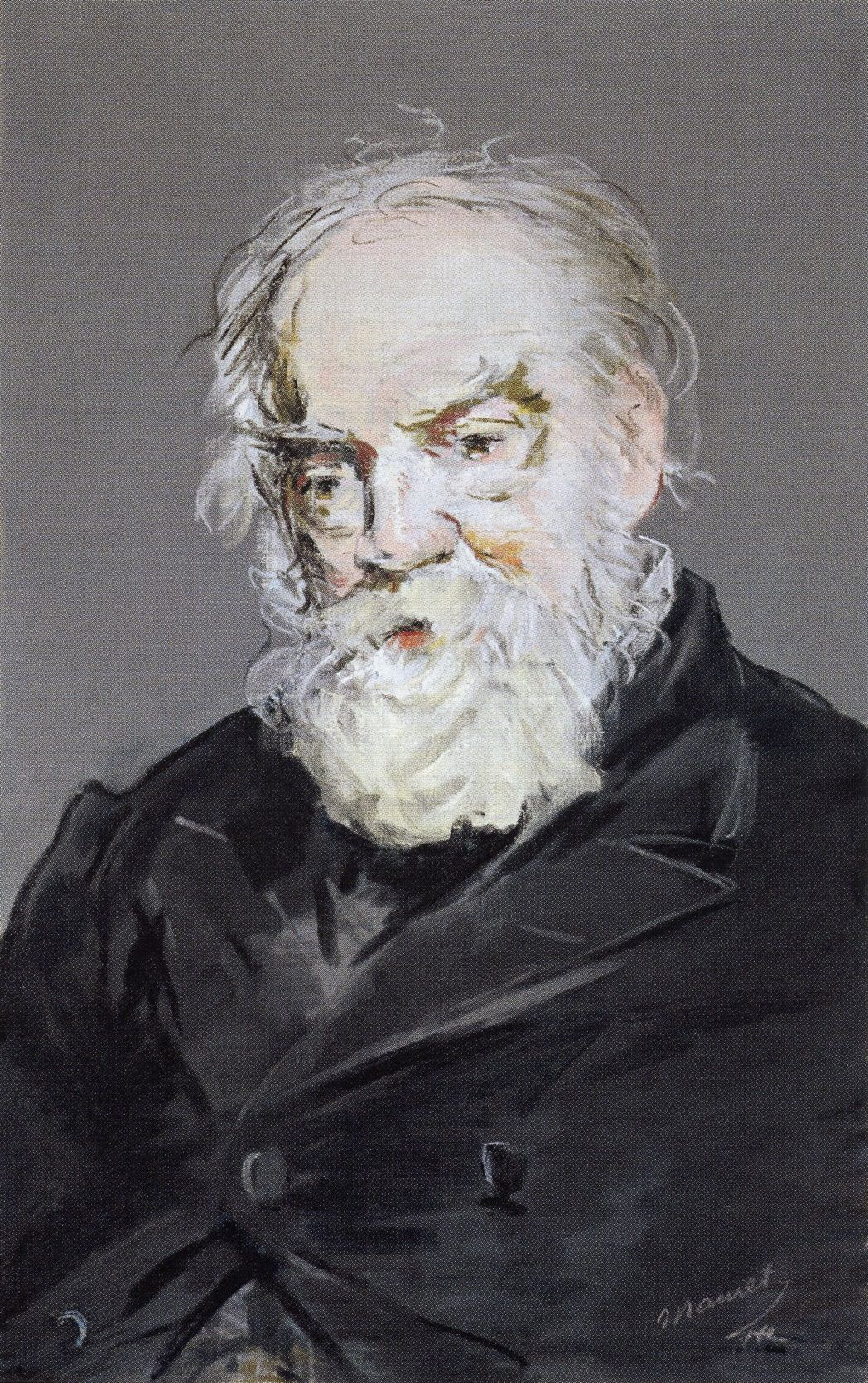
Édouard Manet: Constantin Guys, 1879. Privatsammlung
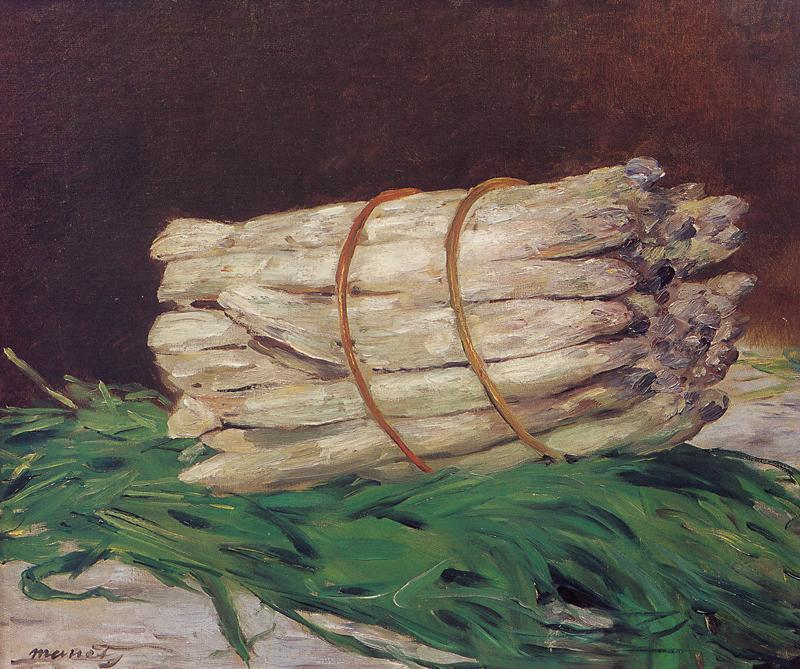
Édouard Manet: Spargelbündel, 1880. Wallraf-Richartz Museum, Köln
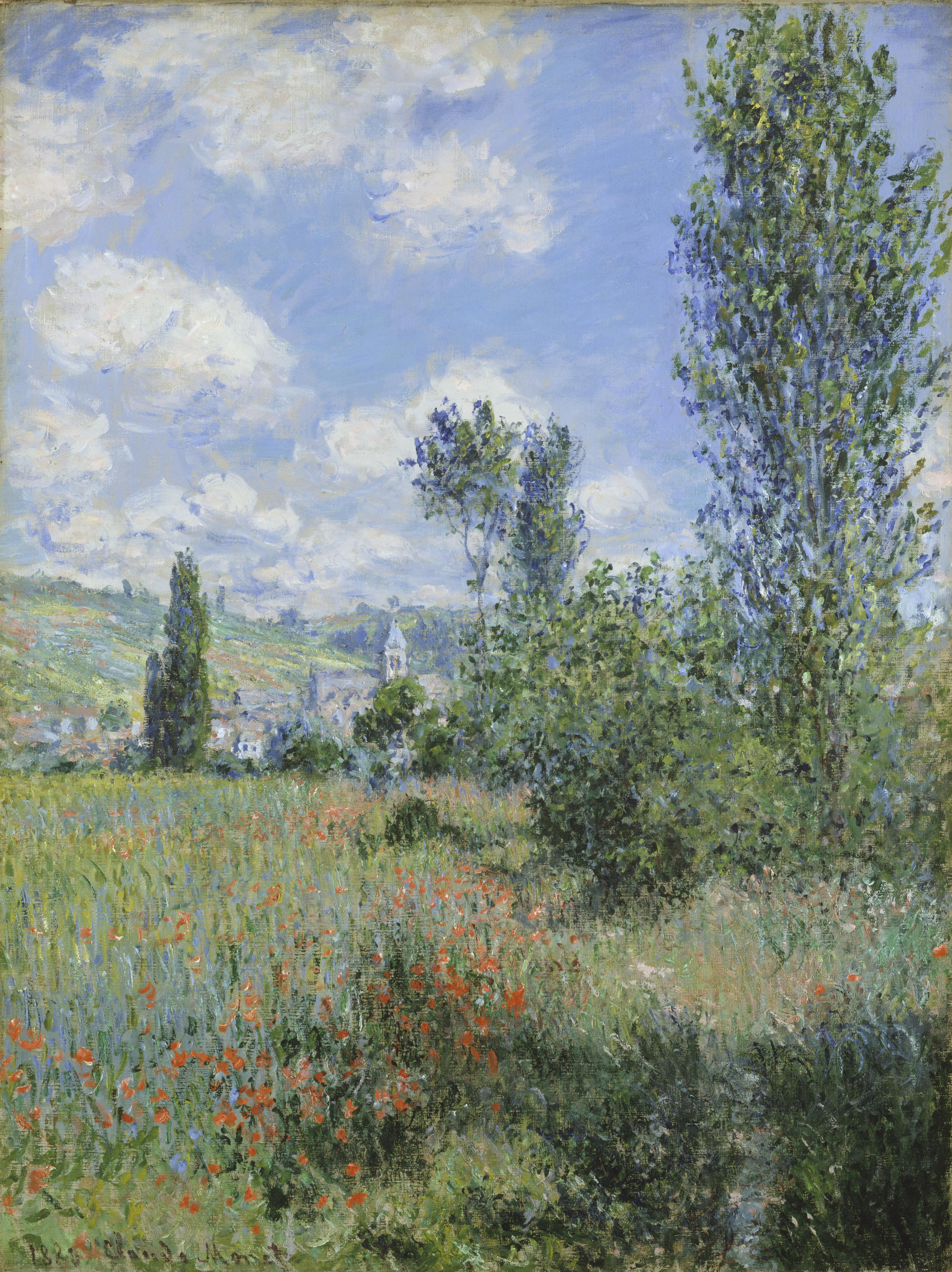
Claude Monet: Blick auf Vétheuil, 1880. Metropolitan Museum, New York
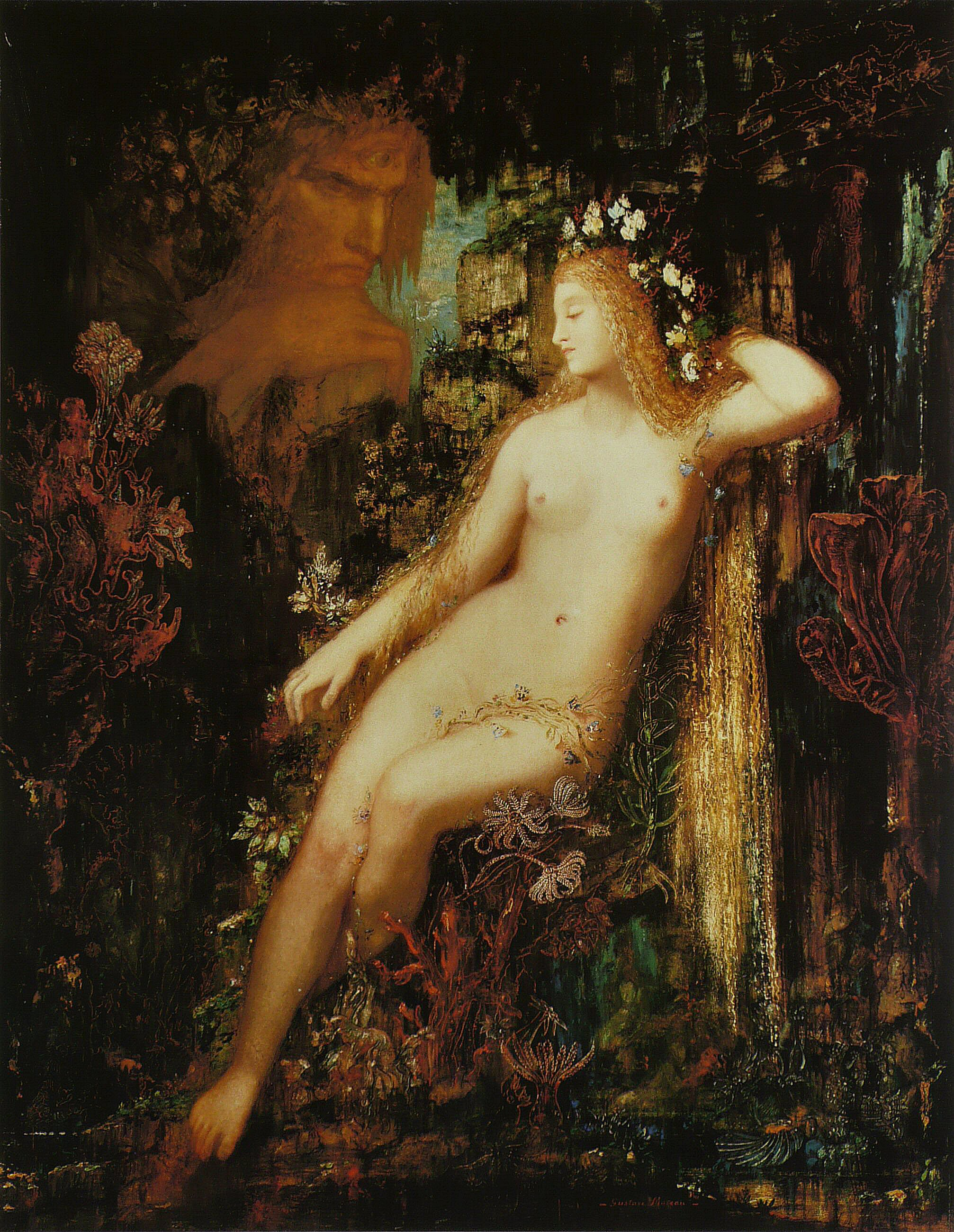
Gustave Moreau: Galatée, etwa 1880. Musée d’Orsay, Paris
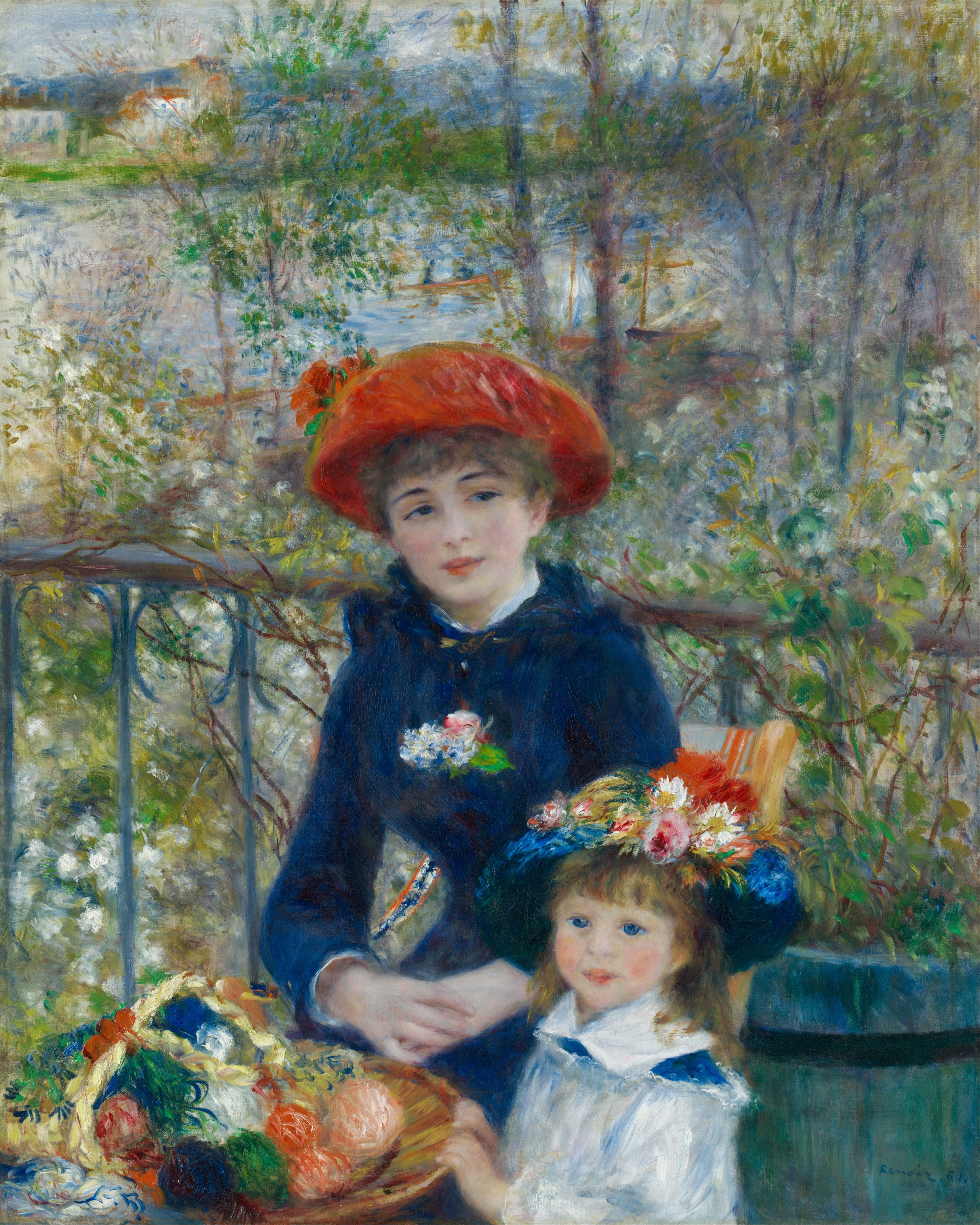
Pierre-Auguste Renoir: Auf der Terrasse, 1881. Art Institute, Chicago
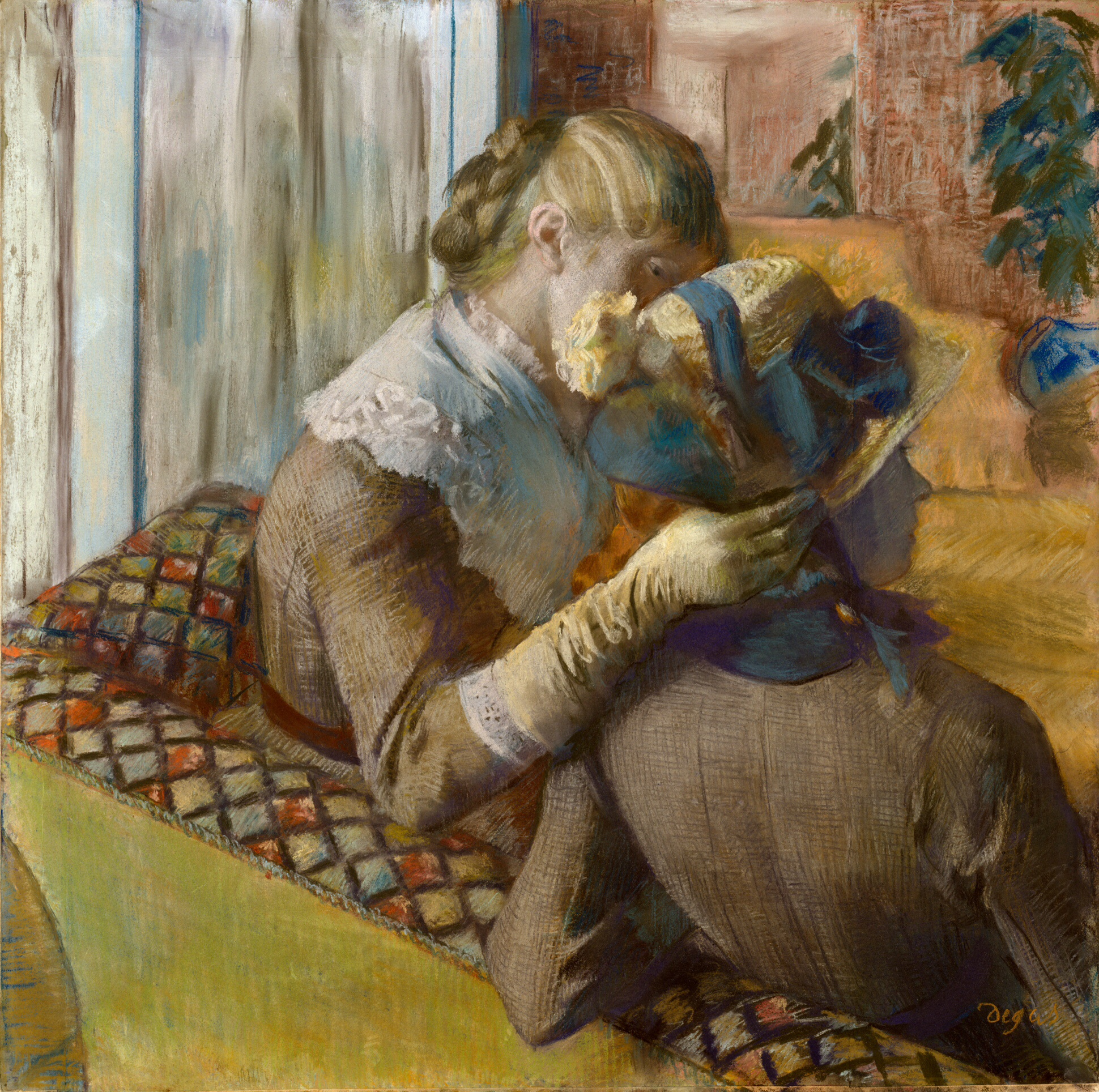
Edgar Degas: Bei der Modistin, 1881. Metropolitan Museum, New York
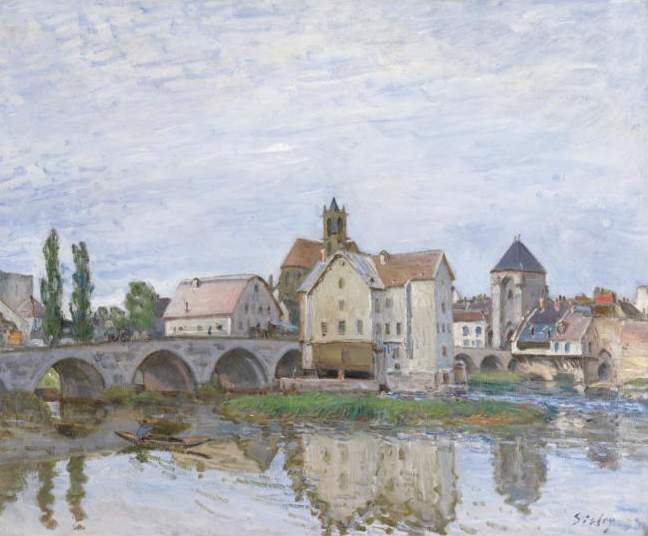
Alfred Sisley: Moret-sur-Loing, 1892. Privatsammlung

## Schriften
- Notes biographiques sur Jacopo de Barbarj dit le maitre au caducée, peintre-graveur vénitien de la fin du XVe siècle. Jouaust, Paris 1876.
- Etude sur le Triptyque d’Albert Durer, dit le Tableau d’autel de Heller. Jouaust, Paris 1876.
  - Beide vorgenannte Werke in deutscher Sprache: Karl Ephrussi: Über Jacobo de Barbarj und das Hellersche Altarbild von Dürer: Entgegnung an Herrn Prof. Dr. Moriz Thausing in Wien. Fromme, Wien 1877.
- Les Bains de femmes d’Albert Dürer : avec cinq gravures hors. Soldan, Nürnberg 1881.
- Un Voyage inédit d’Albert Dürer. Quantin, Paris 1881.
- Albert Dürer et ses dessins. Quantin, Paris 1882.
- Paul Baudry. Sa vie et son oeuvre. Ludovic Baschet, Paris 1887.
  - Deutsche Übersetzung von Elisabeth Freifrau von Cramer-Klett: Paul Baudry’s Leben und Werke. Knorr & Hirth, München 1891.
- Etude sur le Songe de Poliphile (Venise 1499 et 1545 – Paris, 1546,1883). Techener, Paris 1888.
- Étude sur la Chronique de Nuremberg (Cronica Mundi) de Hartmann Schedel, avec les bois de Wolgemut et W. Pleydenwurff. Techener, Paris 1894.